# Djamel Jefjef
Djamel Jefjef est un footballeur international algérien né le 30 janvier 1961 à Oujda au Maroc. Il évoluait au poste de milieu de terrain.
Il compte 25 sélections en équipe nationale entre 1982 et 1985, pour trois buts inscrits.

## Biographie
Djamel Jefjef réalise l'intégralité de sa carrière à l'USM El Harrach.
Il reçoit 25 sélections en équipe d'Algérie entre 1982 et 1985, pour trois buts inscrits.
Il débute en équipe nationale le 19 décembre 1982, sous la direction d'Abdelhamid Zouba.

## Palmarès
- Finaliste de la Coupe des clubs champions arabes en 1985 avec l'USM El Harrach
- Vice-champion d'Algérie en 1984 et 1992 avec l'USM El Harrach
- Vainqueur de la Coupe d'Algérie en 1987 avec l'USM El Harrach

### En Sélection
- Vainqueur de la Coupe de l'independance d'Indonésie - Jakarta 1986